# Thomasomys monochromos
Thomasomys monochromos es una especie de roedor de la familia Cricetidae.

## Distribución geográfica
Se encuentra en Colombia en la Sierra Nevada de Santa Marta .